# إحسان

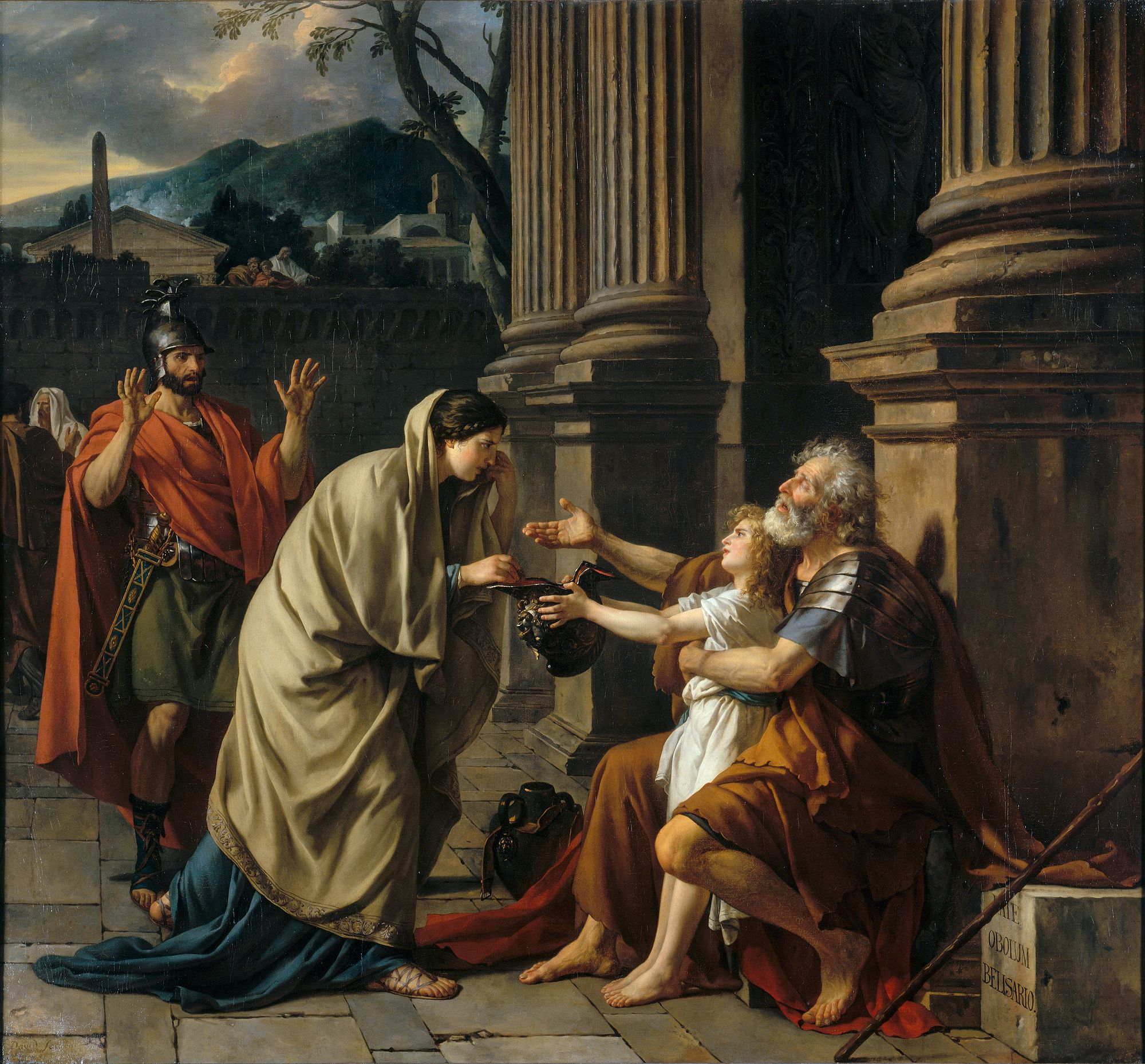

الإحسان هو فعل من أفعال الخير يكون بتقديم الهبات والعطايا والمساعدات المعنوية والمادية لمن يحتاجها. يعد الإحسان من الفضائل ويدعو إليه الكثير من الناس من منطلق ديني و/أو إنساني.
الإحسان هو مفهوم عام، وقد يخصص باسم مصطلح ما حسب الأديان، فالإحسان في الإسلام: مفهوم واسع له معانٍ كثيرة، وأحد أشكاله: الصدقة وكذلك اسمه في اليهودية الصدقة צדקה ‏ (Tzedakah). أما في البوذية فاسمه دانا Dāna.

## اقرأ أيضاً
- إحسان (إسلام)
- صدقة
- تبرع